# Ceratomyxa beveridgei
Ceratomyxa beveridgei is een microscopische parasiet uit de familie Ceratomyxidae. Ceratomyxa beveridgei werd in 1989 beschreven door Moser, Kent & Dennis. 